# Puebla de Almenara
Puebla de Almenara é um município da Espanha na província de Cuenca, comunidade autónoma de Castilla-La Mancha, de área 37,72 km² com população de 495 habitantes (2007) e densidade populacional de 12,91 hab/km².

## Demografia
| Variação demográfica do município entre 1991 e 2004 | Variação demográfica do município entre 1991 e 2004 | Variação demográfica do município entre 1991 e 2004 | Variação demográfica do município entre 1991 e 2004 |
| --------------------------------------------------- | --------------------------------------------------- | --------------------------------------------------- | --------------------------------------------------- |
| 1991                                                | 1996                                                | 2001                                                | 2004                                                |
| 676                                                 | 580                                                 | 541                                                 | 487                                                 |